# Маломостовська сільська рада
Маломосто́вська сільська рада (рос. Маломостовский сельский совет) — сільське поселення у складі Мокроусовського району Курганської області Росії.
Адміністративний центр — село Мале Мостовське.
Населення сільського поселення становить 622 особи (2017; 737 у 2010, 899 у 2002).

## Склад
До складу сільського поселення входять:
| Населений пункт          | Населення, осіб (2002) | Населення, осіб (2010) |
| ------------------------ | ---------------------- | ---------------------- |
| Кругле, присілок         | 201                    | 174                    |
| Мале Мостовське, село    | 442                    | 373                    |
| Мале Середкино, присілок | 141                    | 122                    |
| Осеєва, присілок         | -                      | 2                      |
| Одставне, присілок       | 115                    | 66                     |